# Tomba Cardarelli
La tomba Cardarelli è una tomba etrusca ubicata nella necropoli dei Monterozzi, a Tarquinia.

## Storia
La tomba venne realizzata alla fine del VI secolo a.C., nel periodo compreso tra il 525 e il 500 a.C.; fu ritrovata nel 1959, già violata, e al suo interno furono rinvenuti frammenti in ceramica e una testa in nenfro, non attribuibili al corredo funerario.

## Descrizione
Identificata con il numero 809, la tomba venne intitolata a Vincenzo Cardarelli, in quanto scoperta poco dopo la morte del poeta. Situata nella zona della necropoli denominata Calvario, è interamente scavata nella roccia: un dromos a gradini permette l'accesso alla camera funeraria, a pianta quadrata e priva di banchine.
Il soffitto è a doppio spiovente con columen centrale a rilievo, decorato con affreschi policromi di rosoni e foglie di edera. Il ciclo di affreschi alle pareti, probabilmente realizzato dallo stesso artista che aveva dipinto la tomba dei Baccanti e quella della Fustigazione, ritrae una danza e giochi funebri. Sulla parete di fondo, nel timpano, al centro è dipinto il sostegno per il columen: ai lati scene di animali, precisamente leoni e gazzelle, in lotta; nella parte sottostante, al centro, è l'affresco di una porta, sulla destra un flautista con ai suoi piedi un'anfora e a sinistra un citaredo con ai suoi piedi un cratere. La parete d'ingresso ha un frontone decorato con due leopardi e parte bassa con due pugili nudi dalla corporatura grossa, la parate di sinistra è affrescata con un personaggio non chiaramente identificato, un aulete e una donna, forse la defunta, riccamente vestita, contornata da uno schiavo con flabello e un'ancella con specchio e attingitoio, mentre la parete destra presenta un danzatore, un suonatore di cetra, un coppiere e un giocatore di kottabos. Le figure umane sono divise tra loro da alberelli verdi e grigi.